# Carska Bara

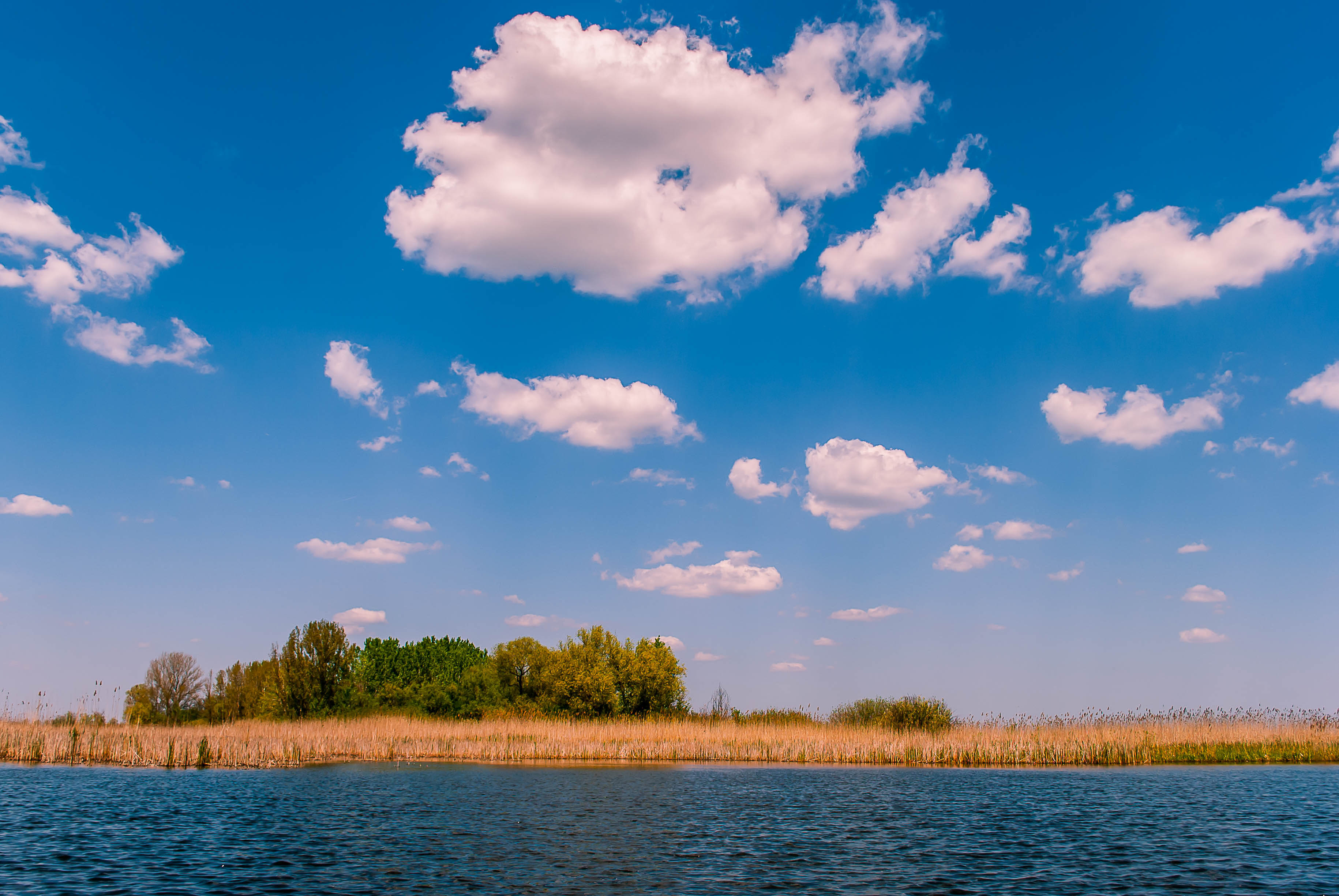
Carska bara

Carska Bara (serbio cirílico: Царска бара) es la ciénaga individual más grande y una de las principales reservas naturales en Serbia. Se encuentra en la región de Banat de la provincia de Voivodina.
Carska Bara se encuentra a 17 km al suroeste de la ciudad de Zrenjanin, en la parte centro-occidental de la sección serbia del Banato, cerca de la desembocadura del río Begej en el Tisza. La frontera meridional está limitado por la sección final, navegable del Begej antes de vaciarse en el Tisza (seguido por la carretera Belgrado-Zrenjanin), mientras que al norte están los vastos Ečka fishponds, los mayores de Serbia. Todo el pantano pertenece al municipio de Zrenjanin.
La reserva natural especial de Stari Begej-Carska Bara se proclamó en 1955, con un esttus que se revisó en el año 1995. Se extiende por una superficie de 16,76 km cuadrados, más ancho que la propia Carska Bara. También ha sido declarado un sitio Ramsar el 25 de marzo de 1996.

## Galeria

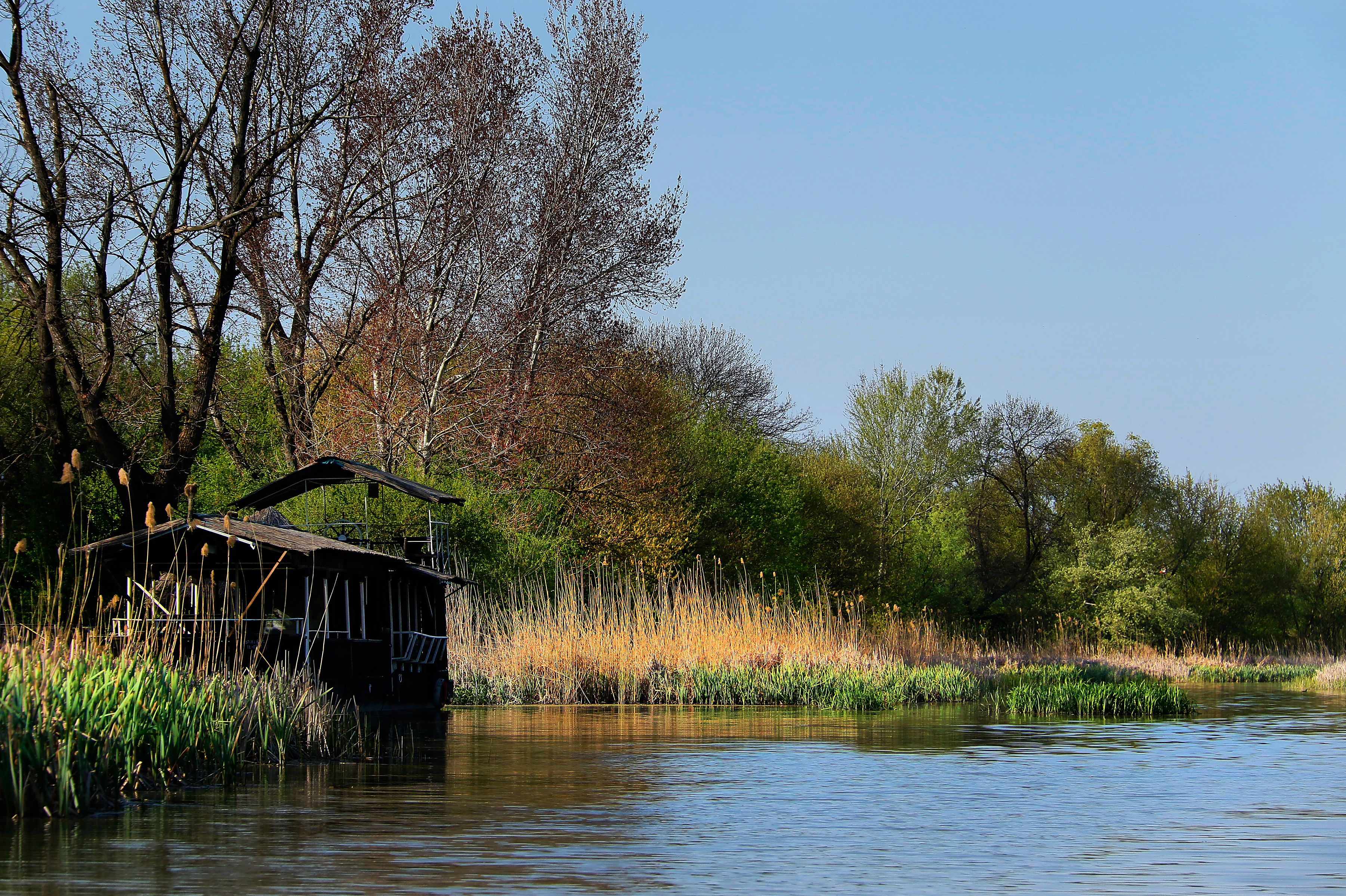
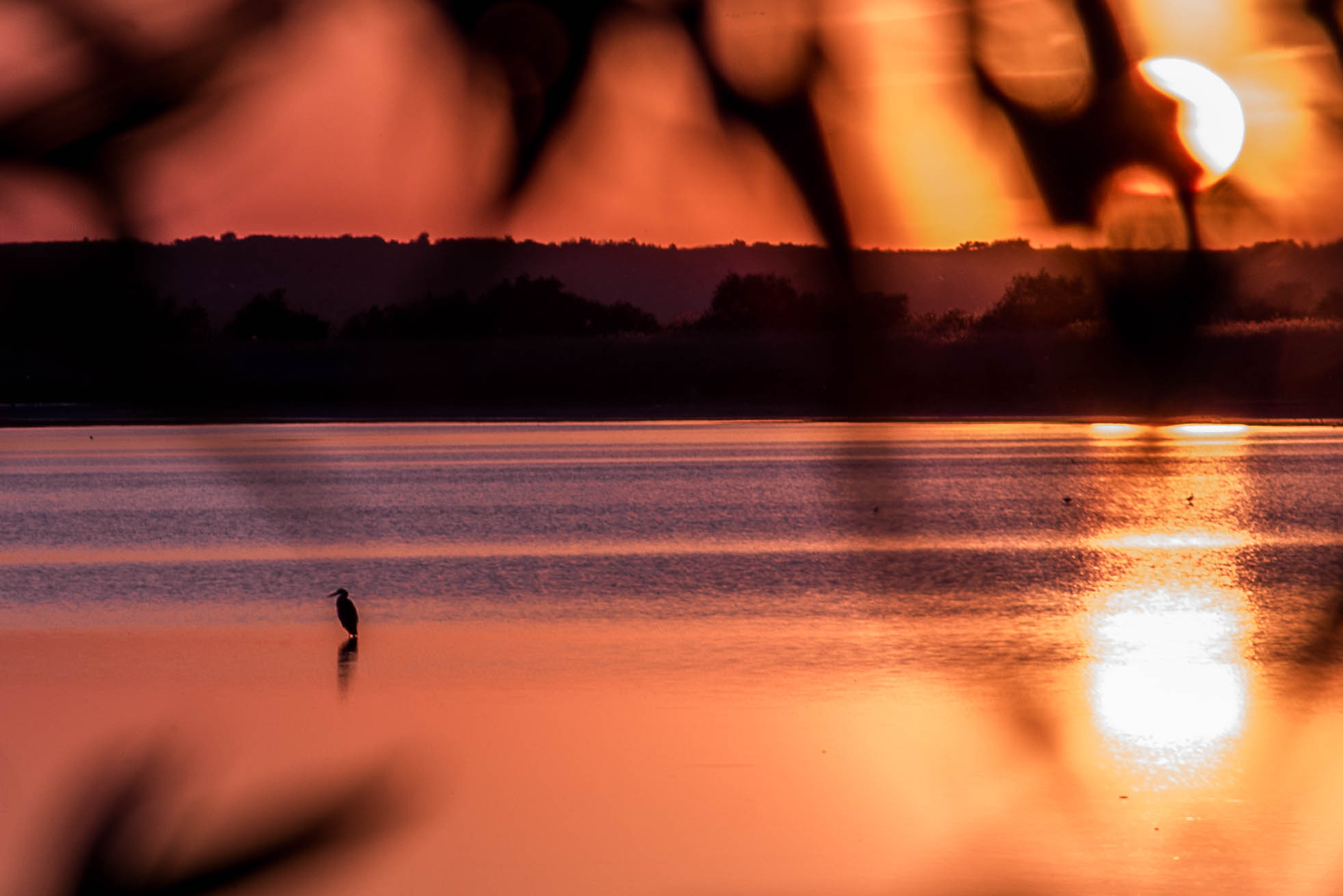
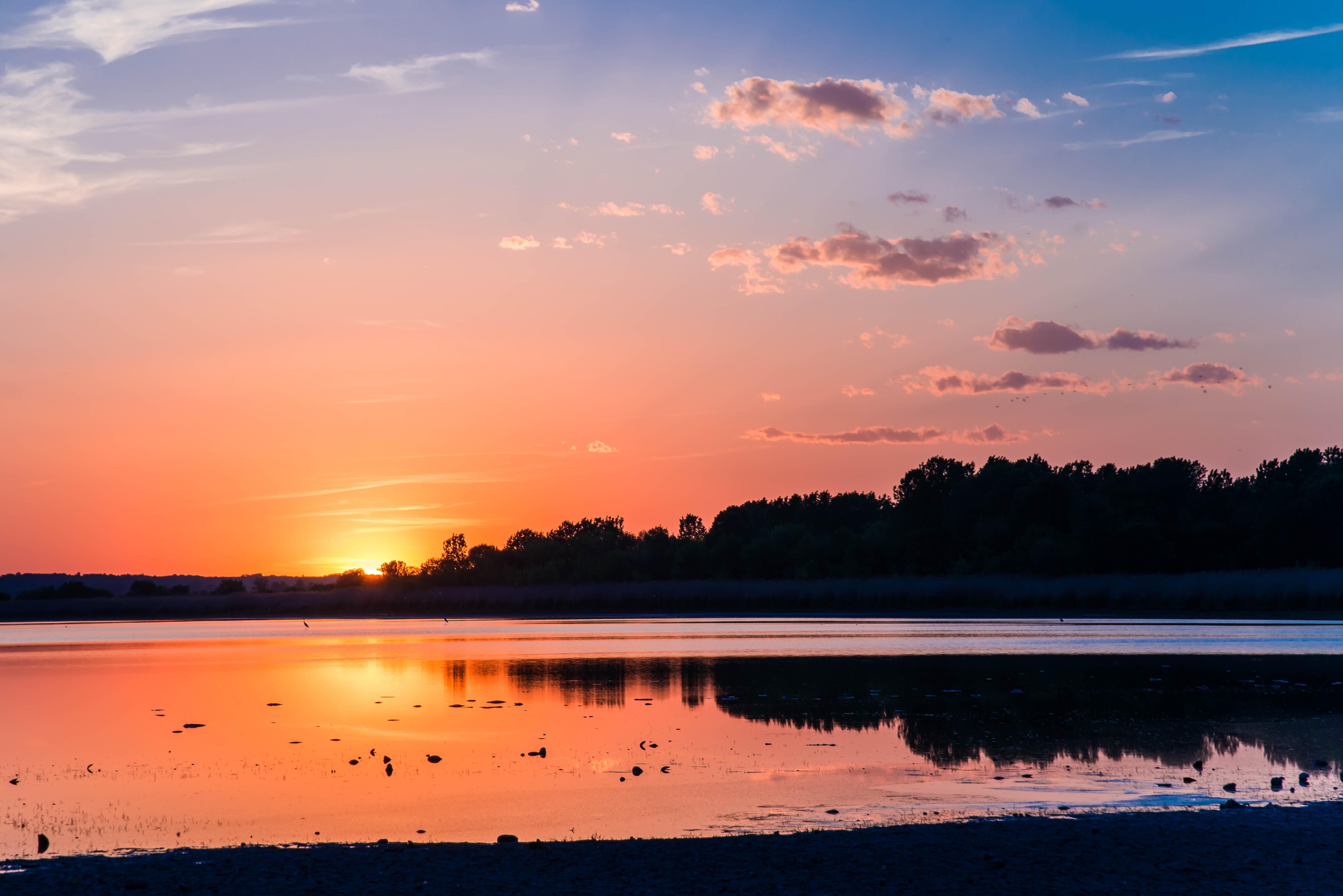
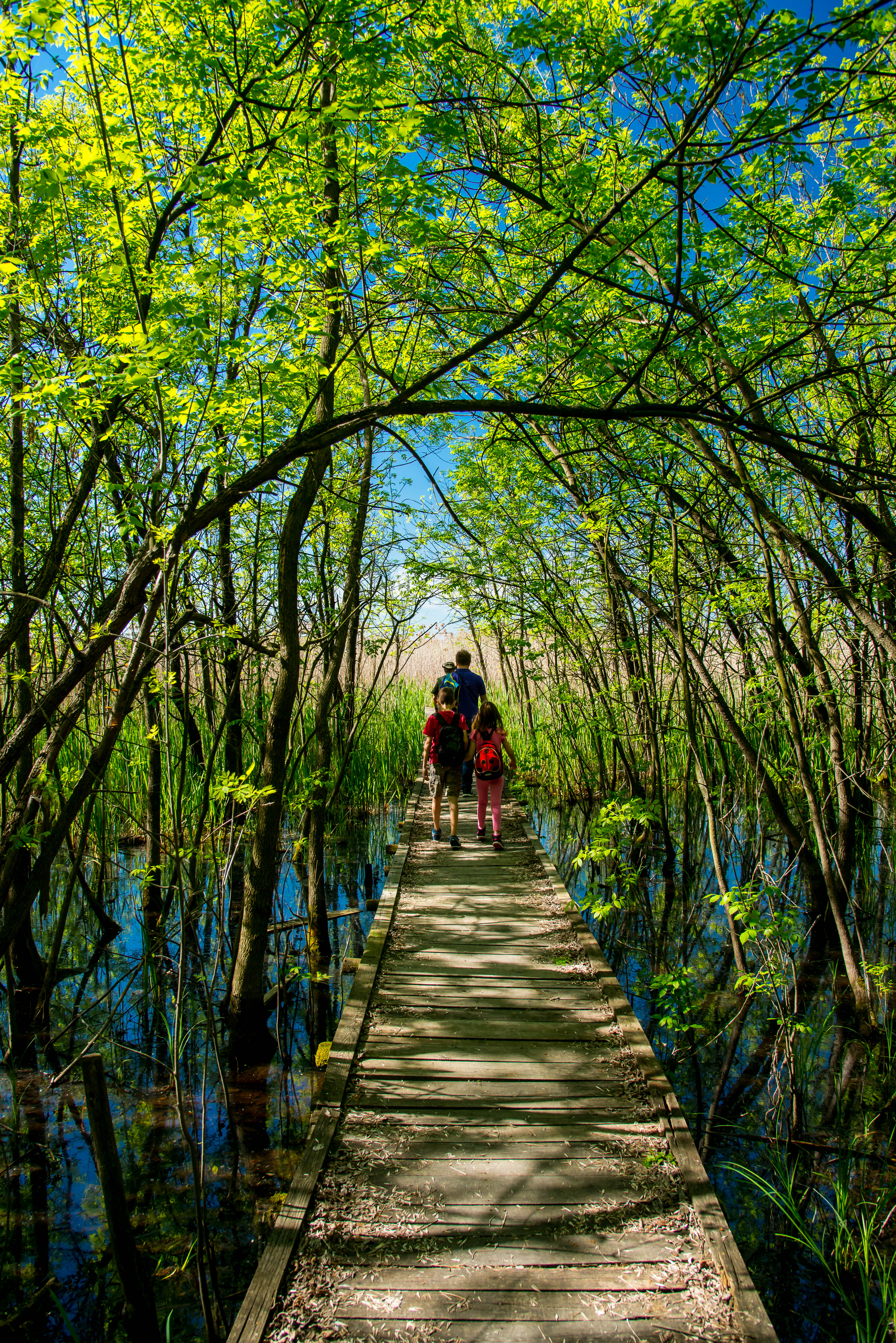
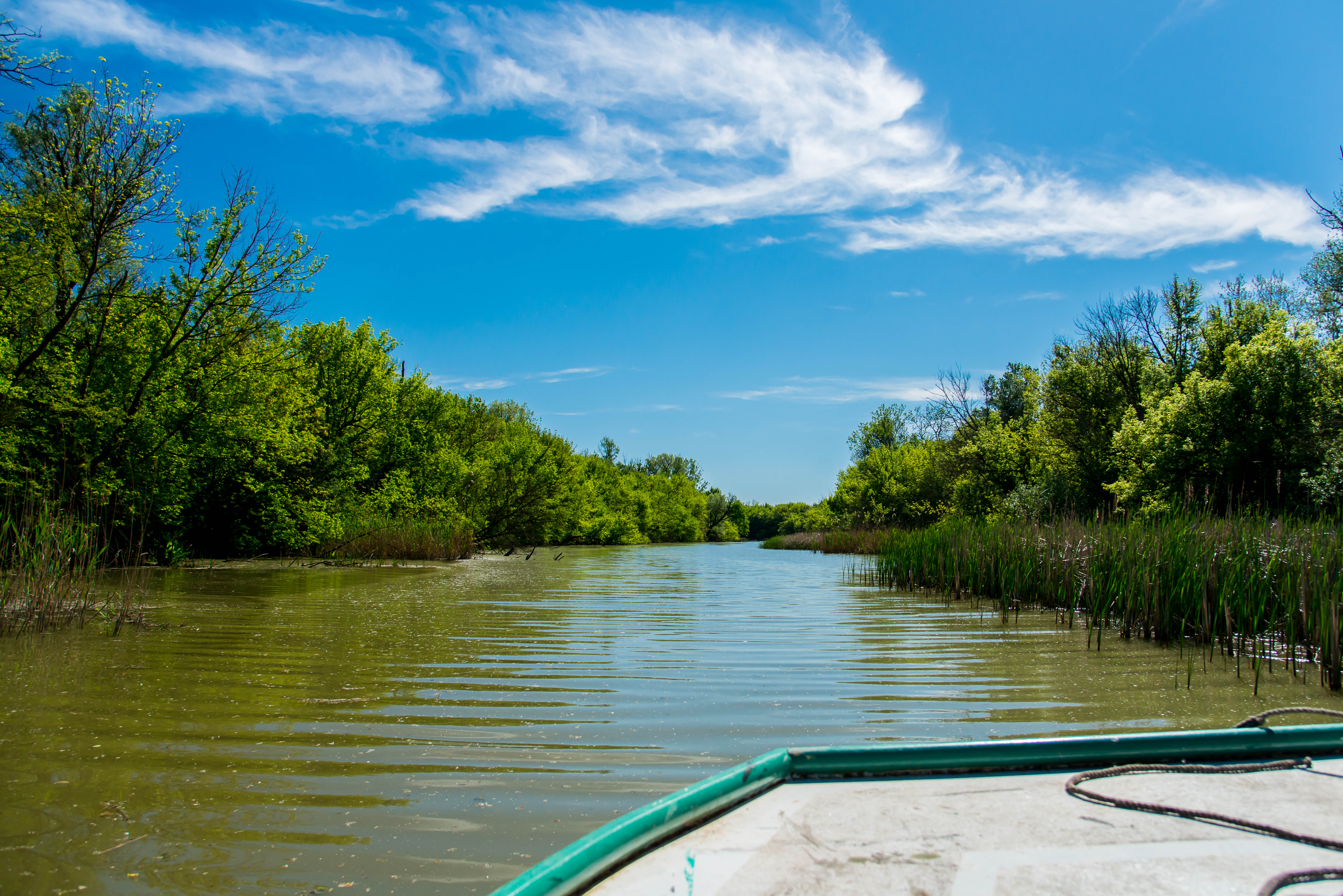
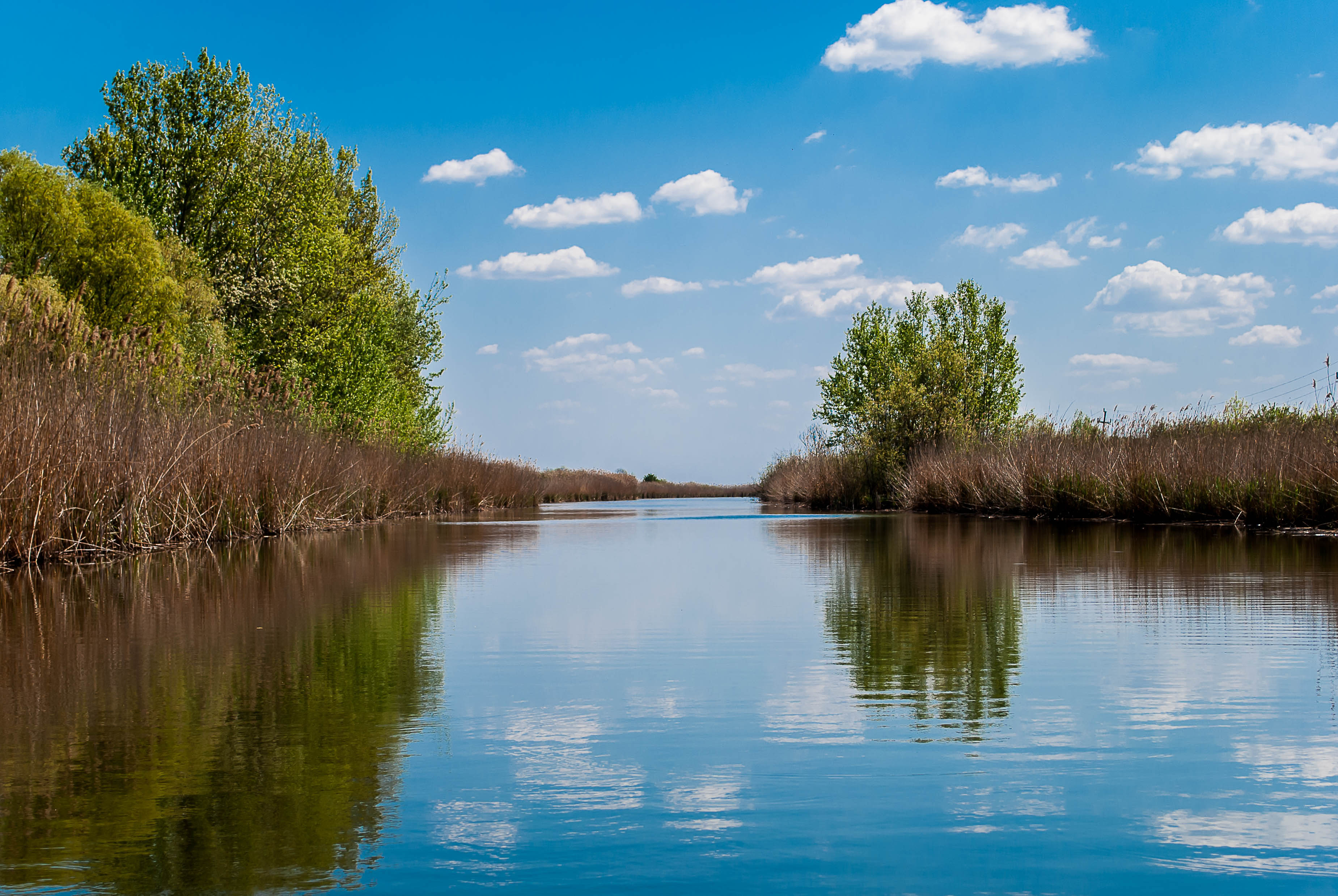